# VKT 12,70 LKk/42
VKT 12,70 LKk/42 var en tung kulspruta (finlandssvenska: tungt maskingevär) utvecklad i Finland under andra världskriget för användning på stridsflygplan. Vapnet var baserat på FN Herstals 13,2 mm FN Browning M.1939 som ursprungligen var baserad på 12,7 mm M2 Browning. Finland fick ritningarna på 13,2 mm FN Browning M.1939 från Svenska LM Ericsson som skulle producera vapnet i Sverige men ritningarna var inte kompletta och man behövde köpa ett par originalvapen från Sverige. På den finska varianten hade ett par hundra ändringar gjorts för att kunna produceras i Finland. Den största ändringen var kalibern som ändrades till 12,7 mm. 
Vapnet var tänkt att användas för att uppgradera äldre jaktplan i det Finska flygvapnet men det kom även att användas på Finlands egna jaktplan Myrsky och planerades att användas på en hel del framtida flygplan.

## VKT 12,70 LKk/42 i tjänst
LKk/42 levererades i juli 1943 men kom först att användas på hösten samma år. Två av planen som Finland planerade att uppgradera med LKk/42 var deras Brewster B-239 och Curtis Hawk 75A-6.
Det första planet att testas med LKk/42 var en Brewster B-239 med numret BW-382. Fyra stycken 12,7 mm LKk/42 monterades i planet, en per vinge och två i nosen. Testerna visade att den nya beväpningen var bra. Brewsterplanet hade tidigare en relativt liknande beväpning av 3 stycken 12,7 mm Colt MG 53-2 och en 7,92 mm Colt m1919. Dock hade Colt MG 53-2 en mycket lägre eldhastighet än LKk/42.
Kort därefter testade man en Curtis Hawk (CU-578) med LKk/42. Två LKk/42 monterades i nosen av planet med 4 stycken 7,92 mm Colt m1919 i vingarna. Eftersom eldhastigheten på dem nosmonterade kulsprutorna var relativ till propellerns rpm ansågs detta inte vara någon större uppgradering i eldkraft men trots detta ansågs försöken vara goda.
Under vintern 1943-44 uppgraderades 4 stycken Brewsters B-239 och 7 stycken Curtis Hawk 75A-6 med LKk/42 kulsprutor. Även en Morane-Saulnier 406 fick en LKk/42 kulspruta monterad i motorn. 
- Brewsterplanen var BW-373, 377, 384 och 386.
- Curtisplanen var CU-505, 506, 551, 553, 559, 562 och 581.
- Moraneplanet var MS-646.

Trots att LKk/42 planerades att primärt användas för att uppgradera Finlands äldre jaktplan kom det dock mest att användas på Finlands egna konstruktion VL Myrsky. Prototyperna MY-1 och MY-2 var beväpnade med gamla 12,7 mm Colt MG 53-2 kulsprutor men det tredje flygplanet MY-3 kom att få LKk/42 kulsprutor. Den hade 3 LKk/42 i nosen med 240 patroner per kulspruta. När man började bygga det fjärde planet MY-4 bestämde man sig för att montera en fjärde LKk/42 i nosen. Denna fick mindre ammunition i form av 220 patroner på grund av det begränsade utrymmet.
LKk/42 i strid visade sig vara bra. De var lätta att sikta och fungerade bra.
Efter att Myrsky gått ur tjänst användes resterande LKk/42 som träningsvapen i finska Mig 21 och Saab 35F. 
Man konstruerade även ett flertal luftvärnslavetter för montering på markfordon. Det fanns lavetter för 1-4 stycken LKk/42. Dock var LKk/42 problematisk i luftvärns tjänst. Eldhastigheten var så hög att vapnet överhettade på ett par sekunder. Förutom detta var pipan väldigt tunn och om vapnet användes för mycket under en kort tid kunde sprickor synas på pipan.

## Flygplan beväpnade med VKT 12,70 LKk/42
- Curtis Hawk 75A-6: 2 stycken LKk/42 monterades i nosen på dessa Finska Curtis Hawk-plan. CU-505, 506, 551, 553, 559, 562, 578 and 581.
- Morane-Saulnier 406: En Finsk Morane nummer MS-646 fick sin 20 mm HS.404 utbytt mot en LKk/42 med 200 patroner.
- Brewster B-239: Dessa Brewster plan fick LKk/42 monterade i vingar och nos. BW-373, 377, 382, 384, 386.
- VL Humu: Denna prototyp var en kopia av en B-239 fast med rysk motor. Den skulle varit beväpnad med två till tre LKk/42 i nosen.
- VL Myrsky: VL Myrsky var ett av de få heloriginella finska stridsflygplanen från andra världskriget. De olika typerna var beväpnade med två till fyra LKk/42 med 220-240 patroner per kulspruta.
- VL Pyörremyrsky: Denna prototyp var ett av Finlands försök att göra en bättre Bf 109 gjord i trä. Planet skulle varit beväpnat med två stycken LKk/42 i nosen tillsammans med en 20 mm MG 151/20.

## Webbkällor
- VKT 12.70 LKk/42
- producering av lkk/42
- Finnish-built Brownings for the Buffalo